# John Rae

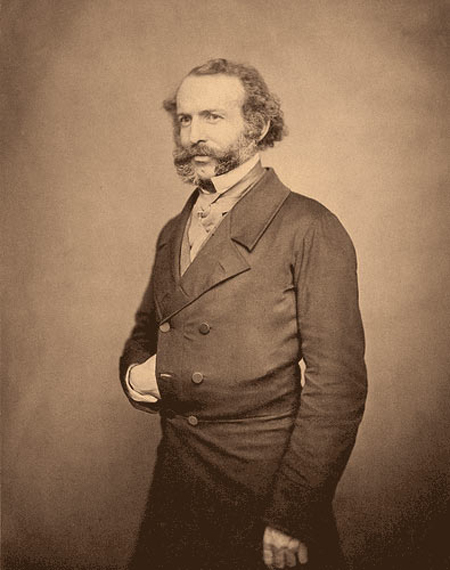
John Rae

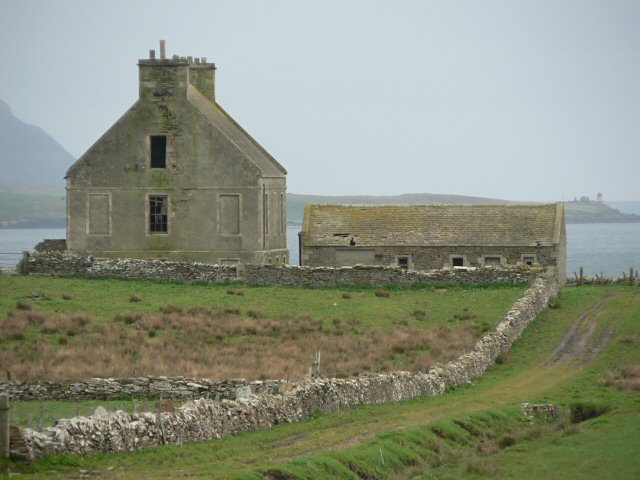
Hall of Clestrain, lugar de nacimiento de John Rae.

John Rae (Hall of Clestrain, Islas Orcadas, 30 de septiembre de 1813 - Londres, 22 de julio de 1893) fue un médico y explorador escocés conocido por su expedición al ártico canadiense. 

## Biografía
John Rae nació en las islas Orkney el 30 de septiembre de 1813. Después de estudiar medicina en Edimburgo, fue contratado como médico en la Compañía de la Bahía de Hudson, aceptando un puesto como cirujano en la Moose Factory (Ontario), permaneciendo allí durante diez años.
En 1848 se unió a la expedición de sir John Richardson en busca del Paso del Noroeste. Entre 1846 y 1854 Rae realizó cuatro expediciones al Ártico, en las que recorrió más de 10 000 millas a pie o en pequeñas embarcaciones, y reconoció unos 1800 kilómetros de costa aún no suficientemente conocidos. En una de ellas, la exploración de la Tierra del Rey Guillermo, obtuvo información muy valiosa de los inuit acerca de la suerte de la expedición de Sir John Franklin, de la que ninguno de sus miembros jamás regresó. La revelación de las pruebas de un posible canibalismo entre los miembros de la expedición Franklin, chocó con la opinión victoriana y arrojó al ostracismo a Rae a ojos del establishment británico, al punto de que nunca fue nombrado caballero, como cabría esperar de un explorador de su renombre. 
Desde 1860 trabajó en la realización de la línea de telégrafo entre Europa y América, visitando Islandia y Groenlandia. En 1864 trabajó en otra línea telegráfica en Canadá, de Saint Paul a isla de Vancouver. 
Murió el 22 de julio de 1893 en Londres y está enterrado en la catedral de Kirkwall.

## Reconocimientos
A pesar del olvido de las autoridades del Almirantazgo, Rae recibió muchos honores. Fue galardonado con la Medalla de Oro de la Real Sociedad Geográfica en 1852 por sus descubrimientos de 1846-47 y 1851. En 1853 se le dio el título honorario de «md» del McGill College, Montreal, y en 1856 la Universidad de Edimburgo, hizo de él un «Ild». Fue elegido miembro de la Royal Society de Londres en 1880. Murió casi en la indiferencia en 1893.
Su obra Narrative of an expedition to the shores of the Arctic Sea, in 1846 and 1847 («Narración de una expedición a las costas del Mar Ártico», en 1846 y 1847) apareció en 1850. Además Rae publicó numerosos obras en que describió sus viajes, los indios e inuit con los que se encontró y la historia natural del Ártico. Su autobiografía inacabada no se ha publicado.

## Legado
En Canadá existe un estrecho que lleva su nombre, estrecho de Rae, que separa la península de Bootnia de la isla del Rey Guillermo, así como el istmo de Rae). El pueblo de Rae-Edzo (ahora Behchoko), en los Territorios del Noroeste, también fue nombrado en su honor.